# Soudé
Soudé település Franciaországban, Marne megyében. Lakosainak száma 152 fő (2022. január 1.). Soudé Poivres, Coole, Dommartin-Lettrée, Faux-Vésigneul, Sommesous és Sompuis községekkel határos.

## Népesség
A település népessége az elmúlt években az alábbi módon változott:
| Lakosok száma | 229  | 182  | 159  | 155  | 175  | 182  | 183  | 166  | 157  | 152  |
|               | 1968 | 1982 | 1990 | 2006 | 2013 | 2015 | 2017 | 2019 | 2020 | 2022 |